# Arti psioniche
Nel gioco di ruolo fantasy Dungeons & Dragons, le arti psioniche sono la capacità di sfruttare il potenziale della mente. La capacità di usare i poteri mentali è una capacità innata, ma che può essere presente in latenza nella mente di molti individui e sviluppata tramite una rigida disciplina mentale.
Nella quarta di copertina del Manuale completo delle arti psioniche vengono presentate in questo modo:
(Bruce R. Cordell. Manuale completo delle arti psionche. Twenty Five Edition, 2005.)
I personaggi che utilizzano le arti psioniche possono sviluppare i più disparati effetti: essi possono creare un raggio di energia da scagliare contro un nemico, possono dominare la mente di un mostro, oppure possono limitarsi a controllarne gli arti, possono volare, teletrasportarsi e molto altro ancora. Esse si avvicinano alla magia, però, al contrario di essa, non necessitano l'esecuzione di nessun gesto o la pronuncia di alcuna formula magica, il personaggio deve semplicemente concentrarsi sul suo potere e dirigerlo come meglio crede. 

## Poteri psionici
Un potere psionico (il corrispondente psionico di un incantesimo) è un singolo effetto psionico, che può essere manifestato concentrandosi e spendendo i necessari punti potere. Ogni potere è accompagnato da alcuni parametri che lo caratterizzano:
- Nome: il nome del potere.
- Disciplina (ed eventualmente sottodisciplina): la categoria di cui fa parte il potere.
- Descrittore
- Livello: dall'1 al 9, determina la potenza del potere e il suo costo in punti potere.
- Manifestazione: un effetto collaterale secondario, nella maggior porte dei casi sono trascurabili, generalmente consistono in piccole emissioni di luce o nello sviluppo di un suono.
- Tempo di manifestazione: quanto tempo è necessario per lo psionico concentrarsi affinché il potere si manifesti.
- Raggio di azione: fino a che distanza il potere ha effetto, oltre tale distanza il potere fallisce automaticamente.
- Bersaglio, effetto, area o linea di effetto: l'effetto di un potere si può manifestare su un bersaglio singolo o più di uno, oppure all'interno di un'area, che può avere diversi tipi di forma e dimensione.
- Durata: per quanto si protraggono nel tempo gli effetti del potere.
- Tiro salvezza: il valore che è necessario raggiungere per evitare, in totale o parzialmente, gli effetti del potere.
- Resistenza ai poteri: indica se questo potere rischia di fallire se manifestato contro una creatura resistente ai poteri psionici.
- Punti potere: il quantitativo di punti potere che è necessario spendere per manifestare il potere.

Non essendoci componente somatica le armature non interferiscono con la manifestazione dei poteri.

## Punti potere
Le classi di manifestatori psionici dispongono di un certo numero di punti potere, in base al livello di classe e al punteggio della caratteristica chiave. I poteri psionici hanno un costo proporzionale al livello. Questo sistema lascia più libertà rispetto a quello con cui gli incantatori scelgono che incantesimi lanciare. Inoltre gli psionici non devono mai preparare preventivamente i loro poteri.

## Arti psioniche e magia
Ci sono due possibili opzioni, a livello di regolamento, riguardo al rapporto fra arti psioniche e magia:
- La prima prevede "trasparenza arti psioniche-magia", nel senso che poteri e incantesimi interagiscono  allo stesso modo in cui incantesimi e capacità magiche interagiscono tra di loro. In questo modo l'utilizzo delle arti psioniche non rende eccessivo vantaggio al personaggio, dato che esistono varie misure di difesa contro i suoi poteri. A questo fine alcune discipline psioniche corrispondono ad una scuola di magia.
- La seconda, che però rischia di alterare l'equilibrio del gioco, prevede invece che magia e arti psioniche siano differenti. Questo approccio separa totalmente le arti psioniche dalla magia, e dà più spessore alle classi psioniche, che in questo modo si differenziano rispetto alle altre classi speciali. Inoltre, le capacità psioniche non sono soggette ad effetti che limitano o annullano la magia (come per l'incantesimo campo anti-magia o i tratti magici planari).

## Discipline
Come per gli incantesimi ci sono le scuole di magia, per i poteri psionici ci sono le discipline:
- Chiaroscenza: permette al personaggio di apprendere informazioni e di scrutare luoghi e persone, corrisponde alla divinazione.
- Metacreatività: crea materia, attingendo dall'ectoplasma presente nel Piano Astrale corrisponde all'evocazione.
- Psicocinesi: manipola l'energia e la materia, corrisponde all'invocazione.
- Psicometabolismo: modifica le caratteristiche del proprio corpo, corrisponde alla trasmutazione.
- Psicotrasporto: sposta qualcosa o qualcuno nello spazio e nel tempo, essa si rifà in parte all'evocazione, in parte alla trasmutazione.
- Telepatia: esamina o influenzano la mente, corrisponde all'ammaliamento.

## Classi
Il Manuale completo delle arti psionche presenta quattro nuove classi base:
- Combattente psichico: coltiva le sue doti psioniche pur seguendo anche un duro allenamento fisico. Esso è un discreto combattente, dotato di alcune capacità psioniche, perlopiù in grado di potenziarlo personalmente.
- Innato: i suoi poteri derivano dalle emozioni e dalla passione, per certi aspetti simile allo stregone. È in grado di incrementare la sua potenza con delle esplosioni emotive, che rischiano però di debilitarlo.
- Psion: i suoi poteri derivano da una rigida disciplina mentale, deve scegliere una disciplina in cui specializzarsi, è avvicinabile ad un mago. È la classe psionica che conosce il maggior numero di poteri.
- Spadaccino spirituale: è in grado di creare una lama semisolida di energia psichica creata e sostenuta dalla sua mente. Inizialmente essa è come una spada normale, ma con l'esperienza lo spadaccino è in grado di infonderle sempre più capacità speciali. Lo spadaccino spirituale non è in grado di manifestare poteri.